# UFC 262
UFC 262: Oliveira vs. Chandler foi um evento de artes marciais mistas produzido pelo Ultimate Fighting Championship que aconteceu em 15 de maio de 2021 no Toyota Center em Houston, Texas, Estados Unidos.

## Background
A luta principal foi a disputa pelo cinturão vago dos pesos Leves (UFC Lightweight) entre o tricampeão mundial dos pesos leves do Bellator Michael Chandler e o lutador brasileiro Charles Oliveira.
Charles Oliveira venceu o combate por nocaute aos 19 segundos do segundo assalto e tornou-se o mais novo campeão dos pesos leves do UFC.
O ex-campeão Khabib Nurmagomedov anunciou sua aposentadoria após defender seu título no UFC 254 em outubro passado, principalmente devido a morte de seu pai por COVID-19. Apesar do anúncio do ex-campeão, o título nunca ficou oficialmente vago, já que o presidente do UFC, Dana White, tentava dissuadir o então campeão Nurmagomedov da ideia de aposentadoria. Finalmente Dana White cedeu em 19 de março, ao confirmar a aposentadoria de Nurmagomedov e abriu a possibilidade de uma luta pelo cinturão.
Uma luta entre Leon Edwards e o ex-desafiante do UFC Lightweight Championship Nate Diaz (também vencedor do The Ultimate Fighter 5 no peso leve) era esperada neste evento. Teria sido o primeiro evento principal de cinco rounds sem título na história do UFC.  No entanto, Diaz desistiu devido a uma pequena lesão no início de maio e a luta foi adiada para o UFC 263 . 
Uma luta peso mosca entre o ex-desafiante do UFC Flyweight Championship Alex Perez e Matt Schnell estava agendada para o evento.  No entanto, Perez foi forçado a desistir por motivos não revelados. Ele foi substituído por Rogério Bontorin e a luta será no peso galo. 
Joel Álvarez estava escalado para enfrentar Christos Giagos no peso leve.  No entanto, Álvarez foi afastado da luta no início de maio devido a supostos problemas de visto que restringiam sua viagem. Giagos deve enfrentar o veterano Sean Soriano . 
Uma luta de médios entre Jack Hermansson e Edmen Shahbazyan era esperada neste evento.  No entanto, a luta foi adiada para uma semana depois, no UFC Fight Night: Font vs. Garbrandt devido a um caso COVID-19 no campo de Hermansson. 

## Resultados
Nota 1 Pelo Cinturão Peso Leve Vago do UFC. 

## Bônus da Noite
Os lutadores receberam US$75.000 de bônus:
- Luta da Noite:  Edson Barboza vs.  Shane Burgos
- Performance da Noite:  Charles Oliveira e  Christos Giagos